# Raymond Radiguet
Raymond Radiguet (Saint-Maur-des-Fossés, 18 de junho de 1903 – Paris, 12 de dezembro de 1923) foi um escritor francês.
Radiguet nasceu em Saint-Maur, próximo a Paris, filho de um caricaturista. Em 1917 mudou-se para a cidade. Logo cedo, aos 15 anos de idade, abandonou completamente os estudos e Lycée Charlemagne para se dedicar ao jornalismo e literatura. Ele associou-se com o grupo modernista da época, criando amizade com Picasso, Max Jacob, Juan Gris e especialmente com Jean Cocteau, que tornou-se seu mentor e, de acordo com os boatos dessa época em Paris, era provavelmente seu amante. Radiguet também teve diversos relacionamentos bem documentados com mulheres. Uma anedota dita por Ernest Hemingway, que enfureceu Cocteau, com Radiguet (que era conhecido no círculo da literatura parisiense como "Monsieur Bébé") e a decadência dos lugares de encontros: "Bébé est vicieuse. Il aime les femmes." ("Bebê é depravada. Ele gosta de mulheres." [Note o uso do adjetivo feminino]). Radiguet, deduzia Hemingway, empregava sua sexualidade  para melhorar sua carreira, sendo um escritor "que sabe como fazer sua carreira não apenas com uma caneta mas também com um seu lápis", uma obscena alusão fálica.

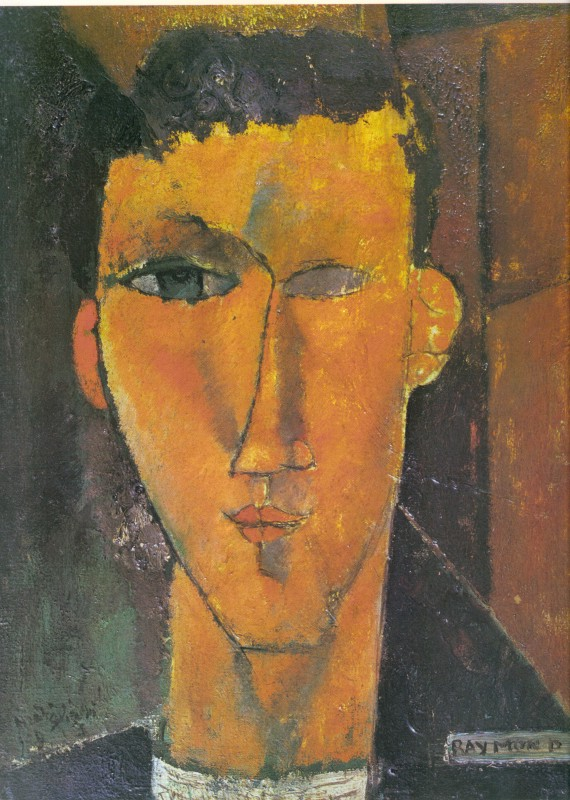
Raymond Radiguet por Modigliani (1915).

No começo de 1923, Radiguet publicou seu primeiro e mais famoso romance: O Diabo no Corpo. A história de uma jovem mulher casada que tinha um romance com um rapaz de dezesseis anos de idade enquanto seu marido lutava no fronte de guerra, o que provocou um escândalo no país que acabara de sair da Primeira Guerra Mundial. Embora Radiguet tenha negado, foi confirmado que a história foi em grande parte autobiográfica. Críticos, que inicialmente menosprezaram a intensa campanha publicitária para o lançamento do livro (algo normalmente não associado a trabalhos de mérito literários na época), finalmente ganharam simpatia pela qualidade da escrita sóbria e do estilo objetivo de Radiguet.
Seu segundo romance, Le bal du Comte d'Orgel, que também tratava sobre adultério, foi publicado apenas postumamente, em 1924. Aos 20 anos de idade, Radiguet morreu prematuramente de febre tifóide, que ele contraiu após uma viagem que teve com Cocteau. Em reação a sua morte Francis Poulenc escreveu: "Por dois dias eu fiquei incapaz de fazer qualquer coisa, eu estava tão atordoado" (Ivry 1996). Ao lado desses dois romances, os trabalhos de Radiguet incluem alguns poucos  volumes de poesia e uma peça teatral.
Em 1947, Claude Autant-Lara lançou seu filme, Le diable au corps, basedo no romance de Radiguets, e estrelando Gérard Philipe. Por vir justamente após a Segunda Guerra Mundial, o filme causou controvérsia em sua volta. Entre outras versões cinemáticas das histórias de Radiguet, destaca-se uma adaptada por Marco Bellocchio, Il diavolo in corpo (1986), que se tornou notável como um dos primeiros filmes da atualidade a mostrar relações sexuais não simuladas.

## Obras
- Les Joues en feu, poesas (1920)
- O Diabo no Corpo (1923)
- Le Bal du comte d'Orgel (1924)